# Женская сборная Анголы по гандболу
Женская сборная Анголы по гандболу — национальная сборная Анголы, выступающая на чемпионатах Африки и мира по гандболу среди женщин, а также на летних Олимпийских играх. Управляется Федерацией гандбола Анголы. Пятнадцатикратный чемпион Африки. Семикратный чемпион Африканских игр. Участницы летних Олимпийских игр с 1996 по 2020 годы. 

## Результаты

### Олимпийские игры
- 1996 — 7-е место (Групповой раунд)
- 2000 — 9-е место (Групповой раунд)
- 2004 — 9-е место (Групповой раунд)
- 2008 — 12-е место (Групповой раунд)
- 2012 — 10-е место (Групповой раунд)
- 2016 — 8-е место (Четвертьфинал)
- 2020 — 10-е место (Групповой раунд)

### Чемпионаты мира
- 1990 — 16-е место
- 1993 — 16-е место
- 1995 — 16-е место
- 1997 — 15-е место
- 1999 — 15-е место
- 2001 — 13-е место
- 2003 — 17-е место
- 2005 — 16-е место
- 2007 — 7-е место
- 2009 — 11-е место
- 2011 — 8-е место
- 2013 — 16-е место
- 2015 — 16-е место
- 2017 — 19-е место
- 2019 — 15-е место
- 2021 — 25-е место
- 2023 — 15-е место

### Чемпионаты Африки
- 1981 — 7-е место
- 1983 — 6-е место
- 1985 — 5-е место
- 1987 — 5-е место
- 1989 —
- 1991 —
- 1992 —
- 1994 —
- 1996 —
- 1998 —
- 2000 —
- 2002 —
- 2004 —
- 2006 —
- 2008 —
- 2010 —
- 2012 —
- 2014 —
- 2016 —
- 2018 —
- 2021 —
- 2022 —